# Trogocraspis durbanica
Trogocraspis durbanica là một loài bướm đêm trong họ Noctuidae.